# كهف أكسفورد جامايكا
كهف أكسفورد هو كهف يقع في أبرشية مانشستر في غرب وسط جامايكا. يبلغ طوله 765 مترًا وارتفاعه 290 مترًا. مدخل الكهف قريب من طريق رئيسي وبسبب سهولة الوصول إليه عانى الكثير من التخريب كالكتابة على الجدران ورمي القمامة والتخريب. إنهُ مَجثم للعديد من الخفافيش، لكنها مُهددة من عدد من الزائرين المعادين للمجتمع، والعديد منهم هناك لجمع ذرق الخفافيش لاستخدامه سمادًا في المزرعة، والبعض الآخر للحفلات.